# DemoLinux
DemoLinux fue uno de los primeros LiveCD de las distribuciones del sistema operativo LinuxGNU/Linux, creada por Roberto Di Cosmo, Vincent Balat y Jean-Vincent Loddo en 1998.
El CD de DemoLinux fue creado para hacer posible el uso de Linux sin necesidad de instalarlo en el disco duro. Es el primer Linux LiveCD que hace posible el uso del sistema en el modo gráfico y sin alguna etapa de configuración.
Hay muchos otros LiveCD hoy en día. Se puede considerar a DemoLinux como el antecesor de Knoppix.
DemoLinux ofreció a los usuarios cientos de aplicaciones (como por ejemplo KDE y StarOffice) gracias a un sistema de archivos comprimido. El CD podría ser usado sin ninguna modificación en el disco duro. No obstante, el usuario tenía la posibilidad de usar en una forma transparente un espacio sobre el disco para almacenar sus datos personales, y aun así, instalar nuevas aplicaciones, las herramientas estándar de la distribución base.

## Características

### Objetivos de diseño:[2]
- Proporciona un CD arrancable que autodectecta la mayor parte de los periféricos sin la interacción del usuario, para ser más fácil de usar. La plataforma de prueba sin gestión, muestra a GNU/Linux y la demostración del software presente.
- El usuario final al que se enfocaba el esfuerzo de DemoLinux no era una persona instruida en lo referente a un ordenador, capaz de entender los detalles y modificar la configuración de una distribución Linux, sin hablar de que fuese capaz de usarlo como un disco de recuperación, como un cortafuegos o algo similar. Sin embargo, todas estas tareas pueden, y han sido, conformadas usando DemoLinux.
- No tocar el disco duro a no ser que explícitamente sea solicitado.
- Sin embargo, una vez que el usuario es confidente, queremos proveer a él con un medio conveniente para almacenar parte de los datos de configuración o datos personales en un archivo, si un disco está presente, sin la necesidad de reparticionar. Esto es lo que en la jerga DemoLinux se llama "anclado". Este principio puede ser ampliado para obtener un verdadero "el ordenador personal sobre un CD", desde un "anclado" sobre un (posiblemente cifrado) sistema de archivos remoto.
- Proporcionar un sistema operativo, hecho y derecho, basado en GNU/Linux, con enfoque en interfaces gráficas como Sawfish o KDE, aplicaciones compiladas como el Gimp, StarOffice, TeXmacs, etc., y herramientas útiles de investigación y desarrollo como OCaml, Elan, gcc, perl, python, etc.)
- Ser un "producto fino", que pueda generar una opinión positiva de GNU/Linux y del software libre en general. Esto quiere decir que se quiso contar, tanto con la funcionalidad, como la estética, teniendo lindos logos, diseños y paquetes de CD.
- Ser independiente de cualquier distribución comercial. Por eso, después de una primera liberación basada en un Mandrake, se decidió basarse en Debian, para las versiones 2.0 y 3.0. Pero técnicamente, es que esto: el objetivo era de intentar y aislar los detalles dependientes de la distribución, de tal modo que la construcción de un Mandrake/SuSE/RedHat/TurboLinux/Caldera/... en que se base DemoLinux debería ser tan fácil como fuese posible.
- Hacer todo esto lo más simple posible: el objetivo final era permitir a cada usuario exigir a su propio DemoLinux personalizado, para mostrarlo o llevarlo todo el tiempo. En cuanto a esto, las sinergias con proyectos como Linux From Scratch (Linux Desde Cero) o similares deberían ser exploradas.

## Versiones lanzadas
La versión 1 estaba basada en Mandrake Linux (ahora Mandriva), pero las versiones 2 y 3 usaron un mecanismo independiente de la distribución y fueron distribuidas principalmente basándose en Debian. Estas últimas versiones hicieron posible más que instalar Linux sobre el disco duro, así ofrecían un procedimiento de instalación muy simple de Debian GNU/Linux (este principio es usado hoy por otras distribuciones Linux).
DemoLinux fue distribuido en muchas revistas en varios países. Es aún descargable desde del sitio Web, pero no se ha desarrollado desde el 2002.